# Coeliccia kenyah
Coeliccia kenyah là loài chuồn chuồn trong họ Platycnemididae. Loài này được Dow mô tả khoa học đầu tiên năm 2010.